# 대한민국 상법 제365조
대한민국 상법 제365조는 총회의 소집에 대한 상법 회사법의 조문이다.

## 조문
제365조 (총회의 소집) ① 정기총회는 매년 1회 일정한 시기에 이를 소집하여야 한다.

② 연 2회 이상의 결산기를 정한 회사는 매기에 총회를 소집하여야 한다.

③ 임시총회는 필요 있는 경우에 수시 이를 소집한다.

第365條 (總會의 召集) ① 定期總會는 每年 1回 一定한 時期에 이를 召集하여야 한다.

②年 2回 以上의 決算期를 定한 會社는 每期에 總會를 召集하여야 한다.

③臨時總會는 必要있는 境遇에 隨時 이를 召集한다.

## 참고 문헌
- 김교창, 주주총회의 운영, 육법사, 2010. ISBN 9788972141716